# 松本ナミル
松本 ナミル（まつもと ナミル）は日本の漫画家。愛知県名古屋市出身、代表作は『僕の彼女がマジメ過ぎる処女ビッチな件』。この作品は作者の連載デビュー作で、2017年に『僕の彼女がマジメ過ぎるしょびっちな件』にタイトルを改めアニメ化された。

## 経歴
小学生の頃に見た衛藤ヒロユキ原作の「魔法陣グルグル」に感銘を受け漫画家になる事を決意。高校卒業後持ち込みや投稿を続けるも芽が出ず、その後一度は夢を諦め就職をするが、2年ほど経った後再度漫画家を目指すため専門学校に入学。読み切り、漫画賞などを経て卒業後「コミックNewtype」（旧・ニコニコエース）にて『僕の彼女がマジメ過ぎる処女ビッチな件』の連載を開始した。

## 作品
- 僕の彼女がマジメ過ぎる処女ビッチな件（『コミックNewtype』2015年7月20日 - 2019年9月13日、KADOKAWA、全8巻）
- 口に出しても宜しいですか？（『COMICメテオ』2021年4月28日 - 2023年2月22日、フレックスコミックス、全2巻）